# Raio de vento máximo
O raio de vento máximo de um ciclone tropical é definido como a distância entre o centro do ciclone e sua faixa de ventos mais fortes. É considerado um parâmetro importante na dinâmica atmosférica e na previsão de ciclones tropicais. É de se notar que essa grandeza também foi recentemente utilizada no estudo de tornados.